# Canibalismo en aves de corral

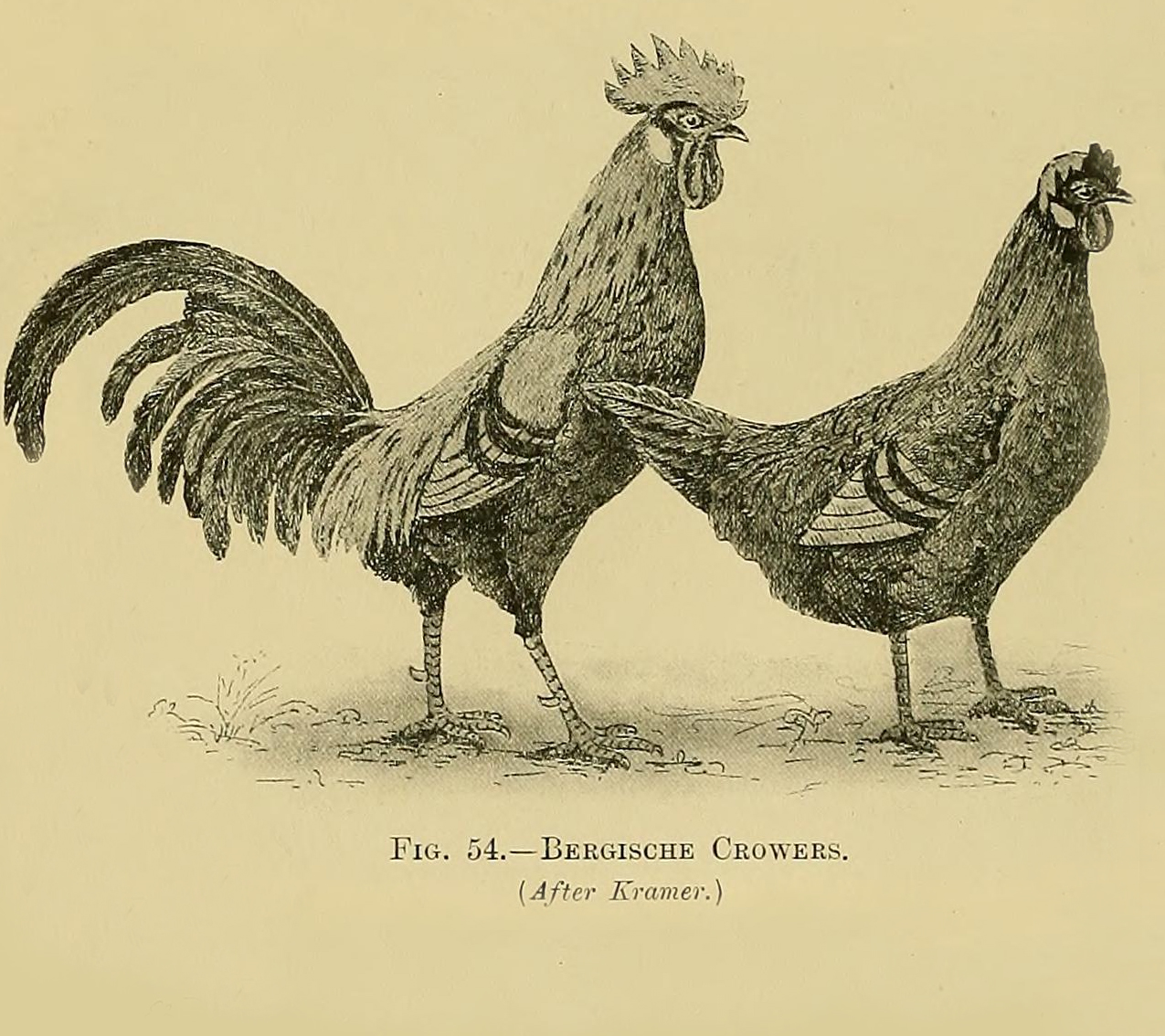
Imagen de aves domesticadas

El canibalismo en las aves de corral es el acto de un individuo de una especie de aves de corral que consume todo o parte de otro individuo de la misma especie como alimento. Ocurre comúnmente en bandadas de gallinas domésticas criadas para la producción de huevos, aunque también puede ocurrir en pavos domésticos, faisanes y otras especies de aves de corral. Las aves de corral crean un orden social de dominio conocido como orden jerárquico. Cuando ocurre presión dentro del rebaño, el picoteo puede aumentar en agresión y escalar al canibalismo. El canibalismo puede ocurrir como consecuencia del picoteo de plumas que ha causado áreas denudadas y sangrado en la piel de un ave. El canibalismo puede causar grandes tasas de mortalidad dentro de la parvada y grandes disminuciones en la producción debido al estrés que provoca. El picoteo de las cloacas, a veces llamado "canibalismo cloacal", se considera una forma separada de picoteo caníbal, ya que esto ocurre en aves bien emplumadas y solo se ataca la cloaca. Hay varias causas que pueden conducir al canibalismo, como: la luz y el sobrecalentamiento, el tamaño de la multitud, la nutrición, las lesiones o la muerte, la genética y el comportamiento aprendido. Se han realizado investigaciones para intentar comprender por qué las aves de corral adoptan este comportamiento, ya que no se comprende a totalidad. Existen métodos de control conocidos para reducir el canibalismo, como el control del tamaño de la multitud, el recorte del pico, la manipulación de la luz, las perchas, la genética selectiva y las gafas.

## Base motivacional
Las especies de aves de corral que exhiben canibalismo son omnívoras. Por ejemplo, las gallinas en estado salvaje suelen arañar el suelo para buscar semillas, insectos e incluso animales más grandes como lagartijas o ratones jóvenes, aunque en la edad adulta son principalmente herbívoras. El picoteo de plumas es a menudo la causa inicial de una lesión que luego atrae el picoteo caníbal de otras aves, tal vez como un comportamiento de alimentación o búsqueda de alimento redirigido. En los estrechos confines de los sistemas agrícolas modernos, la mayor atención al picoteo es fácilmente observada por múltiples aves que se unen al ataque y, a menudo, los intentos de escape del ave canibalizada atraen más la atención del picoteo.

## Causas
Las aves de corral en cautiverio es donde se puede observar la mayoría de los comportamientos caníbales.[cita requerida] Debido a esto, hay muchos factores que pueden causar el canibalismo. Algunos de estos factores se describen a continuación:

### Luz y sobrecalentamiento
La luz de alta intensidad con una exposición prolongada puede provocar el canibalismo de las aves en cautiverio debido al aumento del estrés y el sobrecalentamiento que provoca este malestar.

### Tamaño de la multitud
Las aves de corral tienen una jerarquía social y cuando las multitudes están demasiado juntas, las aves dominantes lucharán más a menudo para obtener o mantener el dominio, lo que puede aumentar el riesgo de canibalismo. El aumento del tamaño de la multitud también influye en algunos factores más. Con una multitud más grande, hay menos espacio en el corral. Esto permite menos espacio de alimentación, lo que significa que las aves dominantes se llevarán la mayor parte del suministro de alimentos, dejando a las aves menos dominantes susceptibles de perder peso y siendo objetivos más fáciles de canibalismo para las aves dominantes. Un tamaño de bandada óptimo es una bandada grande de más de 30, donde el grupo es demasiado grande para reconocer un ave dominante establecido y la jerarquía social se rompe, o un tamaño de grupo pequeño donde un orden social puede organizarse fácilmente. Los tamaños de grupo intermedios causan confusión entre la parvada y conducen a una mayor agresión de diferentes aves que intentan convertirse en las dominantes y, por lo tanto, aumentan el riesgo de canibalismo.

### Nutrición
Se muestra que una dieta particular baja en proteínas pero alta en energía conduce a comportamientos menos agresivos, pero al decir eso, se muestra que una dieta que carece de la proteína metionina causa comportamientos agresivos. La metionina es un aminoácido esencial. Esto significa que el cuerpo no puede producir el aminoácido y necesita una fuente externa para obtener la cantidad requerida. A menudo, en las parvadas, es el primer aminoácido limitante. La metionina contiene azufre que se usa para hacer crecer las plumas y esto puede explicar el propósito biológico del aumento del picoteo. Este comportamiento de picoteo que luego llega a escalar hacia formas más extremas de canibalismo.
Las aves de corral tienen una glándula llamada acicalada que secreta una sustancia aceitosa con sabor salado. Cuando sus dietas carecen de sal, la glándula produce las sustancias aceitosas pero sin el sabor salado. El ave entonces cree que no está recibiendo su requerimiento de la glándula y picoteará a otras aves acicalándose la glándula para cumplir con sus requisitos. Cuando se introduce el comportamiento de picotear a otras aves, puede aumentar el riesgo de canibalismo.
Al alimentar a los animales, es importante dejar suficiente espacio y colocar el alimento para imitar las condiciones ambientales y esparcir el alimento para que las aves pasen tiempo picoteando la comida y no entre ellas.
El consumo de plumas es otra causa potencial de canibalismo. Comer plumas: un comportamiento similar al picoteo de plumas en el que las aves de corral picotean a otros miembros de la bandada para comerse sus plumas. En un estudio de cruce F2 de gallinas para el comportamiento de picoteo agresivo, se observó que comer plumas durante la etapa de crianza de los pollitos significaba que tenía una mayor probabilidad de picotear plumas en la etapa de postura de huevos. Una de las razones por las que creían que el consumo de plumas era frecuente es que la queratina de las plumas no era una fuente nutricional per se, sino que podía mejorar el microbioma intestinal.

### Lesión o muerte
Dentro de un corral, si otra ave está herida o muerta, la vista de esto puede alentar a otros miembros del corral a participar en comportamientos caníbales. Esto se debe al orden social creado por las aves de corral, así como a su atracción por la sangre. Las aves de corral se sienten atraídas por el color rojo y la vista de la sangre puede hacer que se sientan atraídas por el pájaro herido y lo picoteen más para aumentar su rango en el orden jerárquico. A veces esto incluso los lleva a la muerte.

## Predominio
El canibalismo entre bandadas de gallinas ponedoras es muy variable; cuando no es problemático, las mortalidades entre los sistemas de producción son generalmente similares. Los datos publicados sobre la prevalencia del canibalismo podrían ser engañosos debido a la inclusión del picoteo en las cloacas por parte de algunos investigadores, pero no de otros. La mortalidad, debida principalmente al canibalismo, puede ser de hasta un 15% en parvadas de puesta de huevos alojadas en aviarios, patios de paja, y sistemas de corral. Debido a que las líneas de pollos que ponen huevos se pueden mantener en grupos más pequeños en sistemas de jaulas, el canibalismo se reduce, lo que conduce a una tendencia más baja en la mortalidad en comparación con los sistemas sin jaulas. En un estudio que examinó el 'daño en la piel' (la mayoría de los cuales habrían sido causados por el picoteo) en gallinas al final de su vida productiva, el daño fue más bajo en las gallinas de los sistemas al aire libre, seguido de los establos, luego las jaulas amuebladas y el más alto en jaulas convencionales o en batería .

## Métodos de control

### Recorte de pico
El recorte de picos es el método más común para prevenir o reducir las lesiones por canibalismo. En un estudio de tres años de gallinas ponedoras alojadas en el piso, se informó que la muerte por canibalismo fue del 7% en las aves con el pico recortado, pero se incrementó al 18% en las aves sin el mismo corte. Este método puede considerarse cruel ya que provoca dolor agudo y crónico en el ave. Los picos de las aves de corral son muy sensibles al dolor, el tacto, el calor y la presión. Usan sus picos para forrajear el suelo. Recortar sus picos les hace perder su capacidad de sentir el mundo externo y podría causar neuromas, que son grupos de terminaciones nerviosas cortadas que quedan expuestas debido al recorte del pico.

### Tamaño del grupo
El aumento del tamaño de los grupos en jaulas más grandes o sistemas de piso puede elevar el riesgo de canibalismo y picoteo de plumas. Probablemente debido a la propagación del comportamiento a través del aprendizaje social.

### Manipulaciones de luz
A veces se proporcionan luces en los nidos para atraer a las gallinas a utilizar los nidos. Sin embargo, esta práctica se ha correlacionado con un mayor riesgo de canibalismo.

### Perchas
La crianza de pollitos con acceso a perchas a las cuatro semanas de edad se ha asociado con un mayor uso de perchas y una reducción del canibalismo en la edad adulta.

### Cría selectiva y genética
Un programa para selección de hermanos ha seleccionado genéticamente una línea de baja mortalidad. Este mostró una disminución de la mortalidad por canibalismo en comparación con una línea de control.

### Gafas
El canibalismo puede reducirse equipando a las gallinas con una gama de gafas. Se han utilizado anteojos o lentes de contacto de color rosa. También se han utilizado anteojos opacos o anteojeras. Tanto para las gafas como para las anteojeras, existen versiones sujetas por circlips en las fosas nasales del ave, u otras en las que un alfiler perfora el tabique nasal . El método de perforación es ilegal en el Reino Unido. Se teoriza que, al igual que cuando se colocan filtros rojos sobre las ventanas o se mantiene a las aves en luz roja, las lentes de colores evitan que las aves reconozcan la sangre o la carne cruda de otras gallinas, lo que disminuye el comportamiento caníbal.

## Naturaleza contra Nutrir
Si bien el canibalismo de las aves de corral es un comportamiento aprendido, también existe un componente genético que puede hacer que las aves sean más susceptible a participar o iniciar el canibalismo.

### Naturaleza
El picoteo y otras formas de picoteo (picoteo de plumas, picoteo de ventilación, picoteo agresivo) son comportamientos normales que tienen influencias genéticas Un estudio en los Países Bajos probó si un estilo de cultivo específico tenía un efecto sobre el canibalismo. Durante el estudio, estimaron que la herencia del picoteo de plumas era tan alta como 0.56 Otro estudio encontró que las gallinas ponedoras de huevos marrones son más propensas a picotear plumas que las gallinas ponedoras de huevos blancos. La genética de las aves de corral no garantizará que un ave se involucre en el canibalismo, pero los genes que posee un ave juegan un papel en el grado de agresividad que un ave podría participar en el picoteo de plumas y aumenta su riesgo de participar en el canibalismo.
Ciertas tecnologías genéticas, como el análisis de ligamiento, podrían identificar genes relacionados con el picoteo de plumas y podrían evaluarse para seleccionar las aves que tienen menos probabilidades de picotear. Sin embargo, un estudio encontró una correlación entre el picoteo de plumas y la producción de huevos. Dicho estudio encontró que las aves que se involucran en un mayor comportamiento de picoteo de plumas, en promedio tenían una mayor producción de huevos. Por lo tanto, seleccionar en contra del picoteo de plumas podría reducir la producción de huevos. Los granjeros tendrían que elegir entre la posibilidad de tener una mayor producción de huevos con un alto potencial de muerte de la parvada debido al canibalismo, frente a una menor producción de huevos con un menor riesgo de muerte debido al canibalismo.

### Nutrir
Como se mencionó anteriormente, el picoteo y el picoteo de plumas son comportamientos normales, pero el canibalismo se puede aprender. Comer plumas también es un comportamiento normal que puede llevar al ave a picotear las plumas. Como un pollito durante la crianza se dedica a comer plumas, es más probable que se dedique a picotear plumas durante sus siguientes etapas. Además, si un miembro de la bandada ha sido picoteado, permanecerá en esta categoría ya que el daño a las plumas es un indicador físico para los demás de que esa ave está siendo atacada. Un estudio encontró que el miedo podría aumentar el picoteo de plumas y los caníbales primarios pueden influir en los caníbales secundarios al iniciar el canibalismo al volverse más agresivos al picotear. El canibalismo dentro de una bandada se ve como una reacción en cadena en la que si un miembro de la bandada comienza, si se deja desatendido, hará que otros a su alrededor aprendan el comportamiento y participen en el canibalismo. El orden social de un rebaño también influirá en el riesgo de canibalismo. Esto se puede ver si un caníbal primario es un ave de mayor rango en la bandada, podría influir en más caníbales secundarios y propagar este comportamiento más rápidamente.

### Interacción genotipo-ambiente
Si bien la genética y la experiencia aprendida pueden influir en el comportamiento, en última instancia, es una interacción de los dos lo que da el comportamiento expresado. El estudio de los Países Bajos encontró que los rebaños de la misma raza tenían diferentes resultados de si se desarrollaba o no el canibalismo dependiendo del control de manejo de las diferentes granjas en las que crecieron los rebaños. Si bien la genética de estas bandadas era similar, los factores ambientales influyen en última instancia en la introducción del canibalismo en las bandadas. En algunos rebaños se observó el 36.4% de las muertes por canibalismo. Para minimizar el canibalismo en aves domesticadas se utilizan diferentes enfoques como la ecología, la fisiología ambiental, la epidemiología, la genética molecular y la etología. Pero el enfoque con más éxito fue el de la genética molecular con la investigación del comportamiento y podría conducir a la disminución de las prácticas de servidor para reducir el canibalismo, como el recorte del pico.